# Gottlieb Amstein
Gottlieb Amstein (6 de agosto de 1906 — 18 de julho de 1975) foi um ciclista suíço que participava em competições de ciclismo de estrada.
Competiu nos Jogos Olímpicos de Verão de 1928 em Amsterdã, onde foi membro da equipe suíça de ciclismo que terminou em sexto lugar no contrarrelógio por equipes. Ele obteve a mesma posição no contrarrelógio individual.